# Peščenik
Peščenik este o localitate din comuna Ivančna Gorica, Slovenia, cu o populație de 67 de locuitori.